# Dinastia Ualasma
Ualasma (Walashma) era uma dinastia muçulmana medieval do Chifre da África. Fundada em 1285, foi centralizada na cidade de Zeilá e estabeleceu bases em torno da região. Reinou nos sultanatos de Ifate e Adal, onde hoje é o norte da Somália, Jibuti e leste da Etiópia. Acredita-se que Iúçufe dos Mundos seja fundador e ancestral da dinastia. Nasceu em Zeilá, no período inicial do Sultanato de Adal, ao qual a sua figura está associado, sendo uma figura religiosa importante na Somália.